# Giacomo Dal Pian
Giacomo Dal Pian (20 giugno 1993) è un hockeista su ghiaccio svizzero che gioca, dalla stagione 2011-2012, nella Lega Nazionale A con l'HC Lugano.

## Statistiche
Statistiche aggiornate a giugno 2013.

### Club
| Stagione | Squadra        | Stagione regolare | Stagione regolare | Stagione regolare | Stagione regolare | Stagione regolare | Stagione regolare | Playoff | Playoff | Playoff | Playoff | Playoff |
| Stagione | Squadra        | Lega              | P                 | G                 | A                 | Pt                | PIM               | P       | G       | A       | Pt      | PIM     |
| -------- | -------------- | ----------------- | ----------------- | ----------------- | ----------------- | ----------------- | ----------------- | ------- | ------- | ------- | ------- | ------- |
| 2007-08  | Lugano U15     | Top Mini          | 25                | 9                 | 13                | 22                | 86                |         |         |         |         |         |
|          | Lugano II U17  | Novizen A         | 7                 | 2                 | 1                 | 3                 | 2                 |         |         |         |         |         |
| 2008-09  | Lugano U17     | Elite Novizen     | 31                | 7                 | 9                 | 16                | 32                | 4       | 0       | 0       | 0       | 6       |
|          | Lugano II U20  | Junioren A        | 3                 | 1                 | 3                 | 4                 | 4                 | -       | -       | -       | -       | -       |
|          | Bellinzona U17 | Top Novizen       | 4                 | 2                 | 1                 | 3                 | 12                | -       | -       | -       | -       | -       |
| 2009-10  | Lugano U17     | Elite Novizen     | 31                | 17                | 14                | 31                | 116               | 12      | 2       | 3       | 5       | 42      |
|          | Lugano U20     | Elite Jr. A       | 7                 | 0                 | 1                 | 1                 | 4                 | -       | -       | -       | -       | -       |
| 2010-11  | Lugano U20     | Elite Jr. A       | 32                | 5                 | 9                 | 14                | 32                | 3       | 1       | 0       | 1       | 0       |
| 2011-12  | Lugano U20     | Elite Jr. A       | 35                | 11                | 12                | 23                | 54                | 3       | 1       | 0       | 1       | 2       |
|          | Lugano         | NLA               | 2                 | 0                 | 0                 | 0                 | 0                 | -       | -       | -       | -       | -       |
| 2012-13  | Lugano U20     | Elite Jr. A       | 35                | 22                | 21                | 43                | 84                | 4       | 0       | 3       | 3       | 8       |
|          | Lugano         | NLA               | 7                 | 1                 | 1                 | 2                 | 0                 | -       | -       | -       | -       | -       |
| 2013-14  | Lugano         | NLA               | 0                 | 0                 | 0                 | 0                 | 0                 |         |         |         |         |         |

### Nazionale
| Stagione              | Livello          | Risultati    | Risultati | Risultati | Risultati | Risultati | Risultati |
| Stagione              | Livello          | Competizione | P         | G         | A         | Pt        | PIM       |
| --------------------- | ---------------- | ------------ | --------- | --------- | --------- | --------- | --------- |
| Switzerland U17 (all) | International-Jr | 3            | 0         | 0         | 0         | 0         |           |
| Switzerland U18 (all) | International-Jr | 8            | 0         | 0         | 0         | 12        |           |
| Switzerland U19 (all) | International-Jr | 4            | 0         | 0         | 0         | 0         |           |